# Parahaploposthia cerebroepitheliata
Parahaploposthia cerebroepitheliata är en plattmaskart som beskrevs av Jürgen Dörjes 1968. Parahaploposthia cerebroepitheliata ingår i släktet Parahaploposthia och familjen Haploposthiidae. Inga underarter finns listade i Catalogue of Life.